# Trận pháo kích Marienberg
Trận pháo kích Marienberg là hoạt động quân sự cuối cùng trong chiến dịch năm 1866 của Tập đoàn quân Main thuộc quân đội Phổ tại miền Nam nước Đức, đồng thời là cuộc giao chiến cuối cùng trong cuộc Chiến tranh Bảy tuần, hay nói cách khác là cuộc Chiến tranh nước Đức. Cuộc pháo kích đã diễn ra vào ngày 27 tháng 7 năm 1866 nhằm vào pháo đài cổ kính Marienberg tại thị trấn Würzburg trên lãnh thổ Vương quốc Bayern, và do Sư đoàn số 13 của quân Phổ dưới quyền chỉ huy của Trung tướng August Karl von Göben – một phần của Tập đoàn quân Main dưới sự điều khiển của Trung tướng Edwin von Manteuffel thực hiện. Thành trì Marienberg đã bị lực lượng pháo binh Phổ tàn phá, trước khi sự đình chiến giữa quân đội Bayern với Phổ vào ngày hôm sau (28 tháng 6) làm chấm dứt hoạt động quân sự này.
Vào ngày 25 tháng 7 năm 1866, các sư đoàn thuộc Tập đoàn quân Main của Phổ đã đánh thắng quân đội Bayern do Hoàng tử Karl chỉ huy trong trận Helmstadt và Quân đoàn VIII của Liên minh các quốc gia Đức dưới quyền chỉ huy của Vương công Alexander xứ Hesse-Darmstadt trong trận Gerchsheim. Cho đến ngày 26 tháng 7, quân của Alexander tiến hành triệt thoái về Würzburg trong khi quân Bayern bị quân Phổ đánh bại trong trận Roßbrunn. Quân Bayern cũng rút lui, và họ cùng với Quân đoàn VIII đã thiết lập một vị trí phòng ngự tại Rottendorf, về phía sau sông Main, và cách Würzburg (ở bờ trái sông Main) 1 dặm Đức, đồng thời được yểm trợ bởi pháo đài Marienberg vốn được án ngữ mạnh mẽ bởi một đạo quân trú phòng. Về phía Phổ, vào ngày 26 tháng 7, tướng Von Göben đã kéo quân về phía Würzburg, và Manteuffel đã tập trung toàn bộ binh lực của mình ở đằng trước Würzburg: với thế tiến công sư đoàn của Von Göben, lữ đoàn của tướng Ferdinand von Kummer sẽ đối diện với vị trí cuối cùng tại Marienberg, trong khi lữ đoàn của tướng Friedrich von Wrangel ở bên phải và quân đồng minh Oldenburg ở bên trái. Kummer đã xua các lực lượng kỳ binh của mình đến sát Marienberg, buộc người Bayern phải từ bỏ một số công trình đào đắp mà họ vừa mới khởi công. Sau đó, toàn bộ lực lượng pháo binh của Tập đoàn quân Main khai hỏa mạnh mẽ vào pháo đài Marienberg, và pháo binh Bayern đã kháng cự quyết liệt. Mặc dù pháo dã chiến không thể làm câm tịt các hỏa điểm trong pháo đài, pháo lực của quân Phổ đã gây thiệt hại nặng nề cho đối phương. Kho chứa vũ khí và đạn dược đã bị thiêu cháy cùng với rất nhiều chiến lợi phẩm của Bayern trong chiến tranh, và sau đó các khẩu đội pháo ngừng hoạt động.
Vào ngày 28 tháng 6, người Bayern vẫy cờ ngừng bắn với tướng Manteuffel – người đã tuyên bố rằng một hiệp định đình chiến đã được ký kết giữa Quốc vương nước Phổ và Chính phủ Vương quốc Bayern. Điều này báo hiệu sự kết thúc của cuộc chiến tranh. Cho đến ngày 2 tháng 8 năm 1866, hiệp định đình chiến giữa Vương quốc Phổ và Bayern đã thực sự có hiệu lực.